# Dương Hùng Yên
Dương Hùng Yên (sinh ngày 10 tháng 10 năm 1967) là kiểm sát viên cao cấp Việt Nam. Ông hiện giữ chức vụ Viện trưởng Viện kiểm sát nhân dân tỉnh Lào Cai.

## Tiểu sử
Dương Hùng Yên sinh ngày 10 tháng 10 năm 1967, người dân tộc Kinh.
Dương Hùng Yên là đảng viên Đảng Cộng sản Việt Nam.
Ngày 27 tháng 10 năm 2010, tại Đại hội Đảng bộ tỉnh Lào Cai, Dương Hùng Yên được bầu vào Ban Chấp hành Đảng bộ tỉnh Lào Cai khóa 14 nhiệm kì 2010-2015. Lúc này, Dương Hùng Yên là Phó Viện trưởng Viện KSND tỉnh Lào Cai.
Phó Viện trưởng Dương Hùng Yên được bổ nhiệm giữ chức Viện trưởng Viện kiểm sát nhân dân tỉnh Lào Cai từ ngày 1 tháng 1 năm 2013 thay ông Triệu Viết Hanh nghỉ hưu.
Ngày 3 tháng 4 năm 2016, Dương Hùng Yên, Viện trưởng Viện kiểm sát nhân dân tỉnh Lào Cai, được trao quyết định bổ nhiệm chức danh kiểm sát viên cao cấp.
Dương Hùng Yên là Bí thư Ban cán sự, Bí thư Đảng ủy Đảng Cộng sản Việt Nam, Viện trưởng Viện kiểm sát nhân dân tỉnh Lào Cai.

## Gia đình
Vợ ông Dương Hùng Yên là bà Nguyễn Thị Hồng Loan. Bà Loan có căn biệt thự diện tích 420,8 m2 tại phố Lý Nam Đế, phường Kim Tân, thành phố Lào Cai, tỉnh Lào Cai.